# شوالة مألوفة
شوالة مألوفة (الاسم العلمي:Panorpa communis) هي نوع من الحشرات تتبع جنس الشوالة من فصيلة الشواليات.

## الانتشار
هذا النوع موطنه الأصلي أوروبا (إيطاليا، سويسرا، ألمانيا، النمسا، جمهورية التشيك، المجر، سلوفاكيا، أوكرانيا، وروسيا الأوروبية) وشمال آسيا.